# カミーラ・バジェーホ
カミーラ・アントニア・アマランタ・バジェーホ・ダウリング（Camila Antonia Amaranta Vallejo Dowling、1988年4月28日 - ）は、チリの地理学者、2011年のチリの学生運動でのリーダーの一人。サンティアゴ出身。チリ共産党の青年組織（Juventudes Comunistas de Chile）の一員。

## 経歴
両親が共産党員で、子供の頃マクル区、ラ・フロリーダ区に暮らし、私立学校ライマプで勉強した。2006年、チリ大学建築都市計画学部に入学、地理学を専攻した。そこで他の左翼大学生と集め、政治活動を始めた。2008年チリ大学の学生連盟（FECH）で相談役になった。2010年総裁に選ばれ、FECHの105年間の歴史の中で史上初の女性の総裁になった。
2011年、チリで学生による抗議運動が発生後、カトリック大学のジョルジオ・ジャクソンとサンティアゴ大学のカミーロ・バジェステーロスと共に抗議運動のスポークスパーソンとリーダーの一人となり、世界中で注目された。同年10月、他のチリ人学生とヨーロッパへ旅行し、国際連合教育科学文化機関（ユネスコ）の会合でチリの学生運動について発表し、人気の知識人ステファヌ・エセル、エドガール・モランと知り合った。12月、チリ大学で学生連盟の選挙が行われ、カミーラは総裁への再選を狙ったが共産学生リストガブリエル・ボリッチによって率いられる独立左翼学生リストに敗北した。ボリッチが新たに総裁に選出され、FECHの規則に従いカミーラは副総裁になった。

## 国際報道
2011年8月にドイツの新聞『ディー・ツァイト』の表紙に登場し、カミーラについての記事が発表された4ヶ月の後、12月にイギリスの新聞『ガーディアン』の読者によるオンライン投票で 「パーソン・オブ・ザ・イヤー」に選ばれた。

## 論争
2011年に、社会的ネットワークで何度も殺すと脅迫された。8月、ツイッターである使用者が殺すと脅し、カミーラと家族の住所を発表した後、彼女と両親が検察官に警察の保護を求めた。区検察当局は、彼女の家族の家のまわりに警察の24時間パトロールを命じた。
2012年4月、共産党の青年組織の国際会合のため、キューバを訪れ、フィデル・カストロと知り合った。この旅行の後、本人が「フィデル・カストロが言う思考は全部、チリにとって光と希望だ」「彼（カストロ）が言うもの、思考するもの、目指すものが、私たち（共産の青年）に道しるべのようなものだ」といった意見が、多くの批判を引き起こした。特に右翼グループなどが「民主主義について話すが、キューバを賞賛」と厳しく批判した。

## プライベート
2011年以来、FECHの元総裁フリオ・サルミエントと付き合っている。2013年4月、カミーラが妊娠していたことがメディアより報じられた。